# Liben (woreda, Misraq Shewa)
Pour les articles homonymes, voir Liben.
Liben ou Liben Chukala est un woreda de la zone Misraq Shewa de la région Oromia, en Éthiopie.
Le woreda a 76 351 habitants en 2007.
Son centre administratif est Adulala.

## Situation
Le woreda s'étend autour d'Adulala, et du mont Zuqualla, à une trentaine de kilomètres au sud de Debre Zeit (ou Bishoftu), dans la vallée du Grand Rift. L'Awash coule à l'ouest puis au sud du woreda.
Il est bordé à l'ouest par Sodo Dacha dans la zone Debub Mirab Shewa et au nord-ouest par Akaki qui est désormais dans la zone Oromia-Finfinnee. Ses autres voisins font partie comme lui de la zone Misraq Shewa.
| Akaki      | Ada'a         |      |
| Sodo Dacha | Liben Chukala | Lome |
|            | Dugda         | Bora |

## Démographie
Le woreda apparait au recensement de 2007 à la suite de la séparation de l'ancien woreda Ada'a Chukala. Il compte alors 76 351 habitants dont 4 % de population urbaine qui correspondent aux 2 930 habitants d'Adulala.
En 2020, la population est estimée, par projection des taux de 2007, à 97 941 personnes.